# نوک‌مومی تاج‌سیاه
نوک‌مومی تاج‌سیاه (نام علمی: Estrilda nonnula) نام یک گونه از سرده نوک‌مومی است.